# 김범수 (1990년)
김범수(1990년 6월 19일 ~ )는 대한민국의 배우이다.

## 학력
- 중앙대학교 연극과(졸업)

## 드라마
- 2020년 tvN 드라마 《비밀의 숲 2》- 김수항 역
- 2021년 JTBC 드라마 《경로를 이탈하였습니다》
- 2021년 JTBC 드라마 《슬기로운 의사생활 2》
- 2024년 SBS 드라마 《재벌X형사》 - 배진규 역

## 영화
- 2016년 나비효과
- 2017년 낙진
- 2019년 사바하
- 2019년 사자
- 2021년 장르만 로맨스

## 공연
- 2015년 아모르파티
- 2015년 은유하다
- 2016년 메멘모토리
- 2017년 메멘모토리
- 2017년 메멘모토리
- 2019년 킬미나우